# 九条の大罪
『九条の大罪』（くじょうのたいざい）は、真鍋昌平による日本の漫画作品。『ビッグコミックスピリッツ』（小学館）にて、2020年46号から連載されている。2025年7月の時点で累計部数は380万部を突破している。
半グレやヤクザや前科持ちといった顧客からの厄介な案件を主に扱う弁護士が、法律と道徳を分けて考え、依頼人の利益のために最良の解決策を追及していくストーリーとなっている。作者は『闇金ウシジマくん』の連載中に闇金業者の視点で物語を描くことに限界を感じていたところ、取材中によく挙がった弁護士の話に興味を持った。そこで約50人の弁護士へ取材した結果「人間が抱える葛藤、心の揺れ動きを描きたかった」との想いに至り本作の執筆を始めた。執筆にあたり、足かけ5年にわたって司法に関する取材を重ねている。

## 沿革
2020年10月、『ビッグコミックスピリッツ』同年46号より連載開始。飲酒運転で親子をひき逃げした半グレが執行猶予を勝ち取り、父を亡くして悲しむ遺族は金銭的にも大損をするという第1話は、SNSでも大きな反響を呼んだ。
2021年2月に単行本第1巻が発売された際には、「無罪請負人」と呼ばれる弁護士の弘中惇一郎からコメントが寄せられている。同年5月の第2巻の発売時には映画監督の西川美和、はあちゅう、テレビディレクターの上出遼平、1巻に引き続き弁護士の弘中惇一郎から推薦コメントが寄せられている。
同年12月、本作の第4巻に登場する「ぴえん系女子」なキャラクターのしずくが、佐々木チワワの書籍『『ぴえん』という病 SNS世代の消費と承認』の表紙に採用となる。
2022年1月、「全国書店員が選んだおすすめコミック 2022」にて、第10位を獲得。

## あらすじ
弁護士・九条間人が請け負う顧客は、半グレ、ヤクザ、前科持ちなど、訳ありな人々。ネットでは悪徳弁護士と罵られ、離婚した妻からの養育費に追われても、九条はイソ弁（居候弁護士）の烏丸と共に、依頼人の擁護に務める。

## 登場人物
登場人物の名字は京都の地名由来が多い。

### 主要人物
九条 間人（くじょう たいざ）
本作の主人公。依頼人を善悪や貴賤で選別しない弁護士。月1万円で借りた知人のビルの部屋の生活環境が悪いため、ビルの屋上でテント生活をしている。バツイチで元妻に全財産を分与し、子供の養育費を払っているため、お金に余裕はない模様。インターネット上では悪徳弁護士と罵られているが、本人は気にしていない。本名は鞍馬間人で、九条は元妻の姓。
烏丸 真司（からすま しんじ）
九条の事務所で働いている居候弁護士。東大法学部を首席で卒業後、大手法律事務所に所属していた。
山城 祐蔵（やましろ ゆうぞう）
九条が独立する前に所属していた事務所の「ボス弁」だった弁護士。九条にとっては恩師のような存在。悪徳介護施設「輝興儀（きこうぎ）」の顧問弁護士として、遺言詐欺の案件で九条と法廷で争う。
壬生 憲剛（みぶ けんご）
「表向き」は自動車整備工場経営。裏の顔は街の不良少年たちから怖れられつつも慕われる半グレのリーダーで、サパークラブやラウンジ、ガールズバー等飲み屋を何件も経営する会長。後輩たちが起こす事件の法的処理を九条に依頼するクライアントであり、九条の動きの早さを買っている。特に第3-8話の案件の処理で「天才」と称し一目置く。
九条とは「先生」「壬生くん」と呼び合う関係。少年時代から可愛がったパグ犬「おもち」の死因に怨恨と自責の深い闇があり、「おもち」の刺青を背中に刻む。冷静で礼儀もわきまえるが失態への制裁は容赦がない。複雑なシナリオも巡らせる。
鞍馬 蔵人（くらま くらと）
東京地検検事。九条の兄。検事の中でも出世コースのエリート。しかし反社と付き合いのある弟の間人は出世コースの自分にとって「弁慶の泣き所」とのこと。勘当した弟には手厳しいが、会った際九条はのらりくらりとかわしている。九条曰く父そっくり。

### 片足の値段（1話）
森田（もりた）
依頼人。壬生の後輩。飲酒運転で親子をはねてしまい、壬生に相談しに行ったところで弁護士に九条を紹介される。サウナに行ってアルコールを抜き、スマホを九条に渡し飲酒の証拠をなくして警察に出頭。裁判で執行猶予の判決を下される。

### 弱者の一分（2話）
曽我部 聡太（そがべ そうた）
麻薬の運び屋。
金本（かねもと）
麻薬の販売人。

### 家族の距離（3話）
家守 華恵（いえもり はなえ）
依頼人。コンサル会社社長。
父親の遺産二億円が遺言で菅原の介護施設に寄付したことに訴えを起こす。綺麗好きで汚い九条の事務所に呆れている。
菅原 遼馬（すがわら りょうま）
介護施設「輝興儀」代表。入れ墨を入れている半グレで、実際は詐欺と強盗が本業で、介護施設は本業の隠れ蓑。
久我（くが）
菅原の兄弟分。実際は壬生の部下。

### 自殺の理由（4話）
植田 篤彦（うえだ あつひこ）
家で自殺していた人物。
有馬（ありま）
烏丸の同期。故人。

### 強者の道理（5話）
京極 清志（きょうごく きよし）
伏見組の若頭。壬生の上司。
佐久間（さくま）
ひったくりをしようとした際暴行した京極を訴えたが脅され 、あっさり訴えを取り下げた。

### 消費の産物（6話）
笠置 雫（かさぎ しずく）
依頼人。中谷を殺害した。
中谷 修斗（なかたに しゅうと）
被害者。ホスト。雫に刺殺された。
亀岡 麗子（かめおか れいこ）
女性弁護士。九条とは同期。人権派で女性の性産業などを街頭で訴えている。
小山（こやま）
京極のケツモチのAV会社、「トゥールビヨン」の代表取締役。
粟生（あわお）
AV会社「トゥールビヨン」の監督。
外畠（とのはた）
雫の母親の彼氏。

### 事件の真相（7話）
小川 信子（おがわ のぶこ）
嵐山の娘。10年前に犬飼達に金品を奪われ河川敷で強姦され、意識を取り戻した時顔を見られたために絞殺された。
犬飼 勇人（いぬかい ゆうと）
嵐山信子殺しの主犯。壬生の後輩。主犯として10年以上の不定期刑を受け服役中。
又林（またばやし）
嵐山の部下で深見の先輩。
深見（ふかみ）
嵐山の部下で新人。
笠原 美穂（かさはら みほ）
信子の元友人。1児の妻。

### 愚者の偶像（8話）
門脇 数馬（かどわき かずた）
俳優志望。
音羽 千歌（おとわ ちか）
歌手志望。
山梨 新一（やまなし しんいち）
整形外科医。
モモヨ
AV女優。
門脇 数恵（かどわき かずえ）
数馬の妹。重い病気持ちで外には出られず、手術には二億かかるとのこと。

### 至高の検事（9話）
宇治 信直（うじ のぶなお）
検事部長。鞍馬の上司。
小野
鞍馬の同僚だったが、ヤメ検で弁護士になった。
京極 猛（きょうごく たけし）
京極の息子。
市田 朝子（いちだ あさこ）
毎朝新聞の編集部。元は週刊誌の記者。
雁金 正美（かりがね まさみ）
伏見組の若頭補佐。
若頭の京極のことを良く思ってない。
艮 克茂（うしとら かつしげ）
破門された元ヤクザ。
鞍馬 行定（くらま ゆきさだ）
九条と鞍馬の父親。故人。検事。
烏丸の父親が殺害された事件の検事を努めた。山城とは同期。
九条 莉奈（くじょう りな）
九条の娘。5歳。名前のみ登場。
宇治（うじ）
伏見組。雁金曰く金と頭脳と暴力が三拍子そろっているとの評価で、毎月金も収めているため評価は高い。

### 生命の値段（10話）
相楽 弘毅（そうらく ひろき）
ヤメ検の弁護士。評判は最悪だが、金儲けに関しては天才。
朝倉 優子（あさくら ゆうこ）
弁護士。相楽の部下。
白栖 雅之（しらす まさゆき）
白栖総合病院の医院長。不祥事を起こして引退し、正孝に跡を継がせようとしている。
白栖 正孝（しらす まさたか）
雅之の長男。
アメリカ帰りの天才医師。
平川 幸孝（ひらかわ ゆきたか）
雅之の次男。平川総合病院の婿に入ったため名字が違う。
白栖 早苗（しらす さなえ）
正孝の妻。マウントしてくる恵理子に苛立っている。
平川 恵理子（ひらかわ えりこ）
幸孝の妻。学生時代から突っかかってくる早苗に呆れている。
山根（やまね）
正孝の小学生の同級生。医者。妻と裁判になるも九条のお陰で解決したため、正孝に九条を紹介する。
射場 雅弘（しゃば まさひろ）
白栖総合病院の事務局長。外部からの人間で実質的な経営者。実は壬生と繋がりがある。
有馬 剛（ありま たけし）
事件屋。

## 書誌情報
- 真鍋昌平『九条の大罪』 小学館〈ビッグコミックス〉、既刊14巻（2025年3月28日現在）
  1. 2021年2月26日発売[9][5]、ISBN 978-4-09-860848-5
  2. 2021年5月28日発売[10][6]、ISBN 978-4-09-861044-0
  3. 2021年8月30日発売[11]、ISBN 978-4-09-861125-6
  4. 2021年11月30日発売[12]、ISBN 978-4-09-861184-3
  5. 2022年3月30日発売[13]、ISBN 978-4-09-861262-8
  6. 2022年7月29日発売[14]、ISBN 978-4-09-861383-0
  7. 2022年11月30日発売[15]、ISBN 978-4-09-861471-4
  8. 2023年3月30日発売[16]、ISBN 978-4-09-861603-9
  9. 2023年9月28日発売[17]、ISBN 978-4-09-862521-5
  10. 2023年12月27日発売[18]、ISBN 978-4-09-862609-0
  11. 2024年2月29日発売[19]、ISBN 978-4-09-862680-9
  12. 2024年7月30日発売[20]、ISBN 978-4-09-863004-2
  13. 2024年12月26日発売[21]、ISBN 978-4-09-863091-2
  14. 2025年3月28日発売[22]、ISBN 978-4-09-863383-8